# Patten and Sherman Railroad
Die Patten and Sherman Railroad ist eine ehemalige Eisenbahngesellschaft in Maine (Vereinigte Staaten). Sie wurde am 17. Oktober 1895 mit dem Ziel gegründet, die Kleinstadt Patten an die 1893 eröffnete Hauptstrecke der Bangor and Aroostook Railroad anzuschließen. 1896 ging die 9,1 Kilometer lange Strecke in Betrieb.
Die Bangor & Aroostook erwarb am 1. Juli 1901 die Gesellschaft und gliederte die heute nicht mehr bestehende Strecke in ihr Netz ein.